# Zagrilla Baja
Zagrilla Baja es un núcleo de población español del municipio de Priego de Córdoba, perteneciente a la provincia de Córdoba, en la comunidad autónoma de Andalucía. En 2023, el núcleo de población tenía empadronados 172 habitantes.